# Монтебаранцоне (Модена)
Монтебаранцоне је насеље у Италији у округу Модена, региону Емилија-Ромања.
Према процени из 2011. у насељу је живело 219 становника. Насеље се налази на надморској висини од 496 м.